# Mahindra Quanto
La Mahindra Quanto è un fuoristrada prodotto dal 2012 al 2017 dalla casa automobilistica indiana Mahindra & Mahindra.

## Contesto
Introdotta sul mercato indiano nel 2012 (e importata in Italia ed Europa dall'autunno 2015) la Quanto è un fuoristrada compatto lungo 4 metri sviluppato a partire dal pianale della Mahindra Goa accorciato. La vettura riprende la stessa impostazione meccanica della Goa con telaio a longheroni e traverse. È figlia di un progetto comune che ha dato origine ad altri due modelli ovvero la Xylo (una monovolume) e Genio (pick-up) con la quale condivide parte degli interni oltre al design della carrozzeria. 
Utilizza sospensioni anteriori MacPherson a ruote indipendenti e posteriori con schema multilink indipendenti, con di serie trazione è posteriore oppure optional quella integrale sviluppata realizzata dalla BorgWarner che di norma è posteriore con l'asse anteriore che è inseribile elettricamente. Il motore per il mercato globale è il 2.2 litri quattro cilindri turbodiesel common rail di origine PSA prodotto su licenza dalla Mahindra in India: rispetto alla versione PSA è stato riprogettato insieme alla AVL per essere adattato all'utilizzo sui fuoristrada (viene montato anche su altri modelli Mahindra come la Goa e la Genio), possiede una distribuzione a sedici valvole e una turbina a geometria variabile, con potenza ridotta a 120 cavalli. Il 2.2 diesel è abbinato al sistema start and stop. Nonostante sia compatta la Quanto pesa tra i 1750 e i 1850 kg a seconda della versione (4X2 o 4X4). Il motore è omologato Euro 5 e in Italia è omologabile solo come autocarro N1.
Sul mercato indiano essendo lunga 4 metri gode delle agevolazioni fiscali governative per questo tipo di vettura e il motore 2.2 viene sostituito da un piccolo 1.5 tre cilindri diesel denominato mHawk sviluppato interamente da Mahindra: è dotata dell'iniezione diretta common rail con 12 valvole, turbina VGT ed eroga 110 cavalli. Il 1.5 non viene venduto in Europa. 
L’abitacolo è configurato per accogliere cinque posti in Europa, mentre in India è disponibile anche una versione a sette posti con due piccoli strapuntini ripiegabili nel baule.
La vettura esce di produzione nel 2017 e viene sostituita dalla Mahindra NuvoSport.